# Női 4 × 100 méteres vegyes váltó a 2011-es úszó-világbajnokságon
A női 4 × 200 méteres vegyes váltót a 2011-es úszó-világbajnokságon július 30-án rendezték meg. A selejtezők és a döntő egy napon voltak.

## Rekordok
|                               | Név                                                                           | Nemzetiség | Idő     | Helyszín | Dátum              |
| ----------------------------- | ----------------------------------------------------------------------------- | ---------- | ------- | -------- | ------------------ |
| Világcsúcs Világbajnoki csúcs | Zhao Jing (58.98) Chen Huijia (1:04.12) Jiao Liuyang (56.28) Li Zhesi (52.81) | CHN        | 3:52.19 | Róma     | 2009. augusztus 1. |

## Érmesek
| Arany | Ezüst                                                                                               | Bronz |
| Amerikai Egyesült Államok · Natalie Coughlin · Rebecca Soni · Dana Vollmer · Missy Franklin · Elizabeth Pelton* · Christine Magnuson* · Amanda Weir* | Kína · Zhao Jing · Ji Liping · Lu Ying · Tang Yi · Gao Chang* · Sun Ye* · Jiao Liuyang* · Li Zhesi* | Ausztrália · Belinda Hocking · Leisel Jones · Alicia Coutts · Merindah Dingjan · Stephanie Rice* · Leisel Jones* · Alicia Coutts* |

* Csak a selejtezőkben úsztak.

## Eredmények

### Selejtezők
| Helyezés | Selejtező | Pálya | Nemzetiség | Úszók | Idő     | Megj. |
| -------- | --------- | ----- | ---------- | --- | ------- | ----- |
| 1        | 3         | 4     | USA        | Elizabeth Pelton (1:00.19) Rebecca Soni (1:04.97) Christine Magnuson (57.54) Amanda Weir (54.25)               | 3:56.95 | Q     |
| 2        | 3         | 6     | RUS        | Anasztaszija Zujeva (59.53) Julija Jefimova (1:06.31) Irina Beszpalova (58.77) Veronyika Popova (54.47)        | 3:59.08 | Q     |
| 3        | 3         | 5     | CHN        | Gao Chang (1:01.07) Sun Ye (1:07.12) Jiao Liuyang (57.82) Li Zhesi (53.43)                                     | 3:59.44 | Q     |
| 4        | 2         | 4     | AUS        | Stephanie Rice (1:01.47) Leisel Jones (1:06.71) Alicia Coutts (57.21) Merindah Dingjan (54.23)                 | 3:59.62 | Q     |
| 5        | 2         | 5     | GBR        | Georgia Davies (1:00.15) Kate Haywood (1:08.19) Jemma Lowe (57.28) Amy Smith (54.03)                           | 3:59.65 | Q     |
| 6        | 1         | 4     | JPN        | Aya Terakawa (1:00.40) Satomi Suzuki (1:07.15) Yuka Kato (58.40) Haruka Ueda (54.13)                           | 4:00.08 | Q     |
| 7        | 3         | 3     | CAN        | Sinead Russell (1:00.16) Jillian Tyler (1:07.70) Katerine Savard (57.91) Chantal van Landeghem (54.95)         | 4:00.72 | Q     |
| 8        | 2         | 3     | GER        | Jenny Mensing (1:01.30) Sarah Poewe (1:07.24) Sina Sutter (58.65) Daniela Schreiber (53.71)                    | 4:00.90 | Q     |
| 9        | 1         | 3     | DEN        | Mie Nielsen (1:01.73) Rikke Pedersen (1:07.49) Jeanette Ottesen (58.07) Pernille Blume (54.31)                 | 4:01.60 |       |
| 10       | 1         | 5     | SWE        | Sarah Sjöström (1:01.24) Joline Höstman (1:08.71) Martina Granström (58.27) Ida Marko-Varga (54.49)            | 4:02.71 |       |
| 11       | 2         | 7     | NED        | Femke Heemskerk (1:01.30) Moniek Nijhuis (1:08.64) Inge Dekker (58.27) Maud van der Meer (54.99)               | 4:03.20 |       |
| 12       | 2         | 6     | ESP        | Duane da Rocha (1:01.27) Marina Garcia Urzainque (1:08.65) Judit Ignacio Sorribes (59.03) Maria Fuster (55.03) | 4:03.98 | NR    |
| 13       | 3         | 2     | FRA        | Alexianne Castel (1:01.30) Sophie de Ronchi (1:08.57) Aurore Mongel (59.65) Camille Muffat (54.53)             | 4:04.05 |       |
| 14       | 1         | 6     | ITA        | Elena Gemo (1:02.65) Chiara Boggiatto (1:08.21) Ilaria Bianchi (59.05) Federica Pellegrini (54.83)             | 4:04.74 | NR    |
| 15       | 1         | 2     | RSA        | Karin Prinsloo (1:01.30) Suzaan van Biljon (1:09.10) Vanessa Mohr (58.43) Leone Vorster (56.14)                | 4:04.97 |       |
| 16       | 1         | 7     | FIN        | Anni Alitalo (1:04.37) Jenna Laukkanen (1:08.93) Emilia Pikkarainen (1:00.90) Hanna-Maria Seppälä (54.27)      | 4:08.47 | NR    |
| 17       | 3         | 7     | BRA        | Etiene Medeiros (1:04.27) Carolina Mussi (1:14.32) Daynara de Paula (1:00.12) Tatiana Lemos Barbosa (55.81)    | 4:14.52 |       |
| –        | 2         | 2     | KOR        | |         | DNS   |

### Döntő
| Helyezés  | Pálya | Nemzetiség | Úszók                                                                                                   | Idő     | Megj.  |
| --------- | ----- | ---------- | --- | ------- | ------ |
| Aranyérem | 4     | USA        | Natalie Coughlin (59.12) Rebecca Soni (1:04.71) Dana Vollmer (55.74) Missy Franklin (52.79)             | 3:52.36 | AM, NR |
| Ezüstérem | 3     | CHN        | Zhao Jing (59.24) Ji Liping (1:06.27) Lu Ying (56.77) Tang Yi (53.33)                                   | 3:55.61 |        |
| Bronzérem | 6     | AUS        | Belinda Hocking (59.91) Leisel Jones (1:06.18) Alicia Coutts (56.69) Merindah Dingjan (54.35)           | 3:57.13 |        |
| 4         | 5     | RUS        | Anasztaszija Zujeva (59.13) Julija Jefimova (1:05.91) Irina Beszpalova (58.61) Veronyika Popova (53.73) | 3:57.38 | NR     |
| 5         | 7     | JPN        | Aya Terakawa (1:00.02) Satomi Suzuki (1:06.30) Yuka Kato (57.55) Yayoi Matsumoto (53.97)                | 3:57.84 |        |
| 6         | 2     | GBR        | Georgia Davies (59.95) Stacey Tadd (1:09.14) Ellen Gandy (57.97) Francesca Halsall (54.03)              | 4:01.09 |        |
| –         | 1     | CAN        | Sinead Russell (59.69) Jillian Tyler (–) Katerine Savard (–) Julia Wilkinson (–)                        |         | DSQ    |
| –         | 8     | GER        | Jenny Mensing (1:01.21) Sarah Poewe (–) Sina Sutter (–) Daniela Schreiber (–)                           |         | DSQ    |